# ليندا كيلسي
ليندا كيلسي (بالإنجليزية: Linda Kelsey)‏ هي محرِّرة بريطانية، ولدت في 15 أبريل 1952.